# Novi Bošnjani
Novi Bošnjani falu Horvátországban Kapronca-Kőrös megyében. Közigazgatásilag Kőröshöz tartozik.

## Fekvése
Köröstől 10 km-re északkeletre a Kemléki-hegység lábánál fekszik.

## Története
Területén a középkorban a templomos lovagok egy kisebb birtoka, a gragenai birtok terült el. Itt állt a Szent Miklós tiszteletére szentelt templom, melyről az itteni települést 1529-ben "Gragyennazenthmiklos" néven említik. A települést és templomát a 16. században a török pusztította el, majd Boszniából ortodox szerbek érkeztek ide akik a lepavinai szerb ortodox templomhoz és kolostorhoz tartoztak.
1857-ben 167, 1910-ben 212 lakosa volt. Trianonig Belovár-Kőrös vármegye Körösi járásához tartozott. 2001-ben 102 lakosa volt.

## Nevezetességei
Szent Miklós püspök tiszteletére szentelt kápolnája.

## Külső hivatkozások
Körös város hivatalos oldala